# Kap Arkona
Kap Arkona ist eine 43 Meter hohe, aus Kreide und Geschiebemergel bestehende Steilküste auf der Halbinsel Wittow im Norden der Insel Rügen. Das Flächendenkmal Kap Arkona gehört neben dem Fischerdorf Vitt zur Gemeinde Putgarten und ist eines der beliebtesten Ausflugsziele auf Rügen mit jährlich circa 800.000 Besuchern.
Am Kap befinden sich zwei Leuchttürme, ein ehemaliger Marine-Peilturm, zwei ehemalige Militärbunker, die slawische Jaromarsburg, eine Wetterstation des Deutschen Wetterdienstes und einige touristische Gebäude (Restaurants, Kneipen, Souvenirläden). Aufgrund der geologischen Beschaffenheit und der Wettereinflüsse kommt es am Kap vorwiegend im Winter und Frühjahr immer wieder zu teilweise großen Uferabbrüchen.
Kap Arkona wird oft als der „nördlichste Punkt Rügens“ bezeichnet, was jedoch nicht stimmt. Ungefähr einen Kilometer weiter nordwestlich befindet sich eine Stelle der Steilküste, Gellort genannt, die noch etwas weiter nördlich gelegen ist. Direkt am Fuße des Gellorts liegt der 165 Tonnen schwere Findling Siebenschneiderstein, auf Plattdeutsch Söbenschniedersteen. Das Kap bietet einen eindrucksvollen Anblick der Insel, sowohl vom Land als auch vom Wasser aus.

## Geographie

### Klima
Das Klima von Kap Arkona entspricht dem mecklenburg-vorpommerschen Küstenklima. Die Jahresmitteltemperatur beträgt 7,9 °C. Kap Arkona hat in manchen Jahren, so auch 2013 (mit 1950,2 Sonnenstunden), die längste Sonnenscheindauer aller vom Deutschen Wetterdienst betriebenen Wetterstationen. Die Niederschläge betragen 521 mm im Jahr. Die durchschnittliche Luftfeuchtigkeit liegt durch die Meereslage sehr hoch.
|                       | Jan  | Feb  | Mär  | Apr  | Mai  | Jun  | Jul  | Aug  | Sep  | Okt  | Nov  | Dez  |   |       |
| Mittl. Tagesmax. (°C) | 1,9  | 2,0  | 4,3  | 8,0  | 12,8 | 17,3 | 19,2 | 19,5 | 16,3 | 12,0 | 7,1  | 3,7  | ⌀ | 10,4  |
| Mittl. Tagesmin. (°C) | −1,7 | −1,6 | 0,1  | 2,7  | 7,2  | 11,4 | 13,6 | 14,0 | 11,4 | 7,8  | 3,4  | 0,0  | ⌀ | 5,7   |
|                       |      |      |      |      |      |      |      |      |      |      |      |      |   |       |
| Niederschlag (mm)     | 35,1 | 26,6 | 33,7 | 33,6 | 37,4 | 48,4 | 56,8 | 58,3 | 50,9 | 44,1 | 52,8 | 42,8 | Σ | 520,5 |
|                       |      |      |      |      |      |      |      |      |      |      |      |      |   |       |
| Sonnenstunden (h/d)   | 1,2  | 2,1  | 3,8  | 5,9  | 8,4  | 8,7  | 8,4  | 7,9  | 5,5  | 3,5  | 1,7  | 1,2  | ⌀ | 4,9   |
|                       |      |      |      |      |      |      |      |      |      |      |      |      |   |       |
| Regentage (d)         | 9    | 8    | 9    | 8    | 8    | 8    | 9    | 8    | 9    | 9    | 11   | 10   | Σ | 106   |
|                       |      |      |      |      |      |      |      |      |      |      |      |      |   |       |
| Luftfeuchtigkeit (%)  | 87   | 87   | 85   | 83   | 81   | 80   | 81   | 81   | 82   | 84   | 85   | 86   | ⌀ | 83,5  |

| −1,7 |

| −1,6 |

| 0,1 |

| 2,7 |

| 7,2 |

| 11,4 |

| 13,6 |

| 14,0 |

| 11,4 |

| 7,8 |

| 3,4 |

| 0,0 |

| −1,7 |

| −1,6 |

| 0,1 |

| 2,7 |

| 7,2 |

| 11,4 |

| 13,6 |

| 14,0 |

| 11,4 |

| 7,8 |

| 3,4 |

| 0,0 |

## Sehenswürdigkeiten

### Jaromarsburg

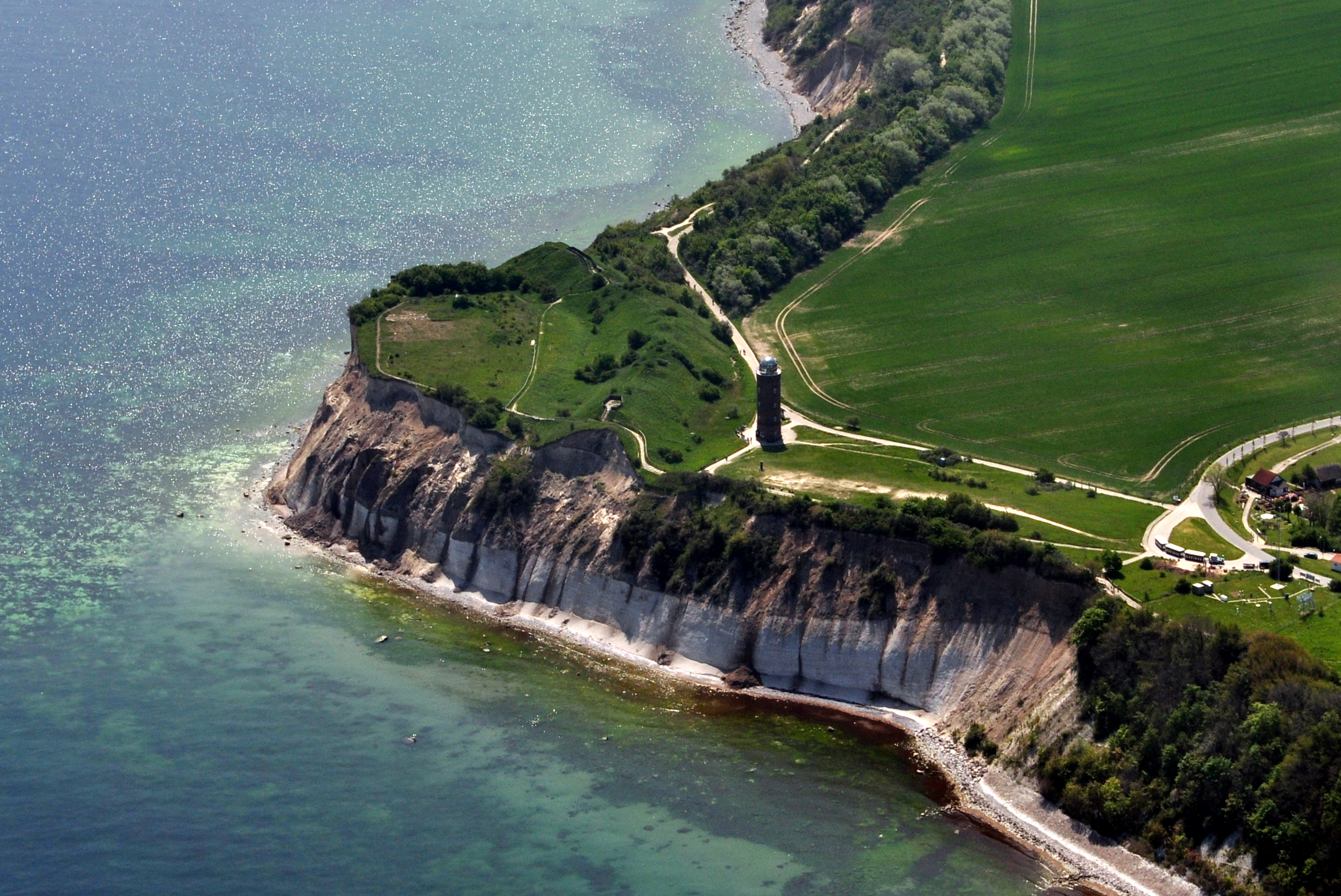
Luftbild von Jaromarsburg und Peilturm

Die Jaromarsburg war vom 9. bis ins 12. Jahrhundert eine Kultstätte der Ranen, eines slawischen Stammes, gewidmet ihrem Gott Swantewit. An der äußersten Spitze des Kaps gelegen, war sie von drei Seiten durch die Steilküste und von der Landseite durch einen 25 Meter hohen Burgwall geschützt.
Der innerhalb des Walls gelegene Tempel übernahm nach der Zerstörung von Rethra im Jahre 1068 dessen Bedeutung als religiöses Zentrum der Slawen Mecklenburgs. Im Jahr 1168 eroberte der dänische König Waldemar I. im Zuge der Christianisierung die Burganlage und zerstörte den Tempel.
Von der Spitze Arkonas sind in den letzten Jahrhunderten immer wieder Teile ins Meer gestürzt, weshalb von der Jaromarsburg heute fast nur noch der Burgwall sichtbar ist.

### Königstreppe und Veilchentreppe

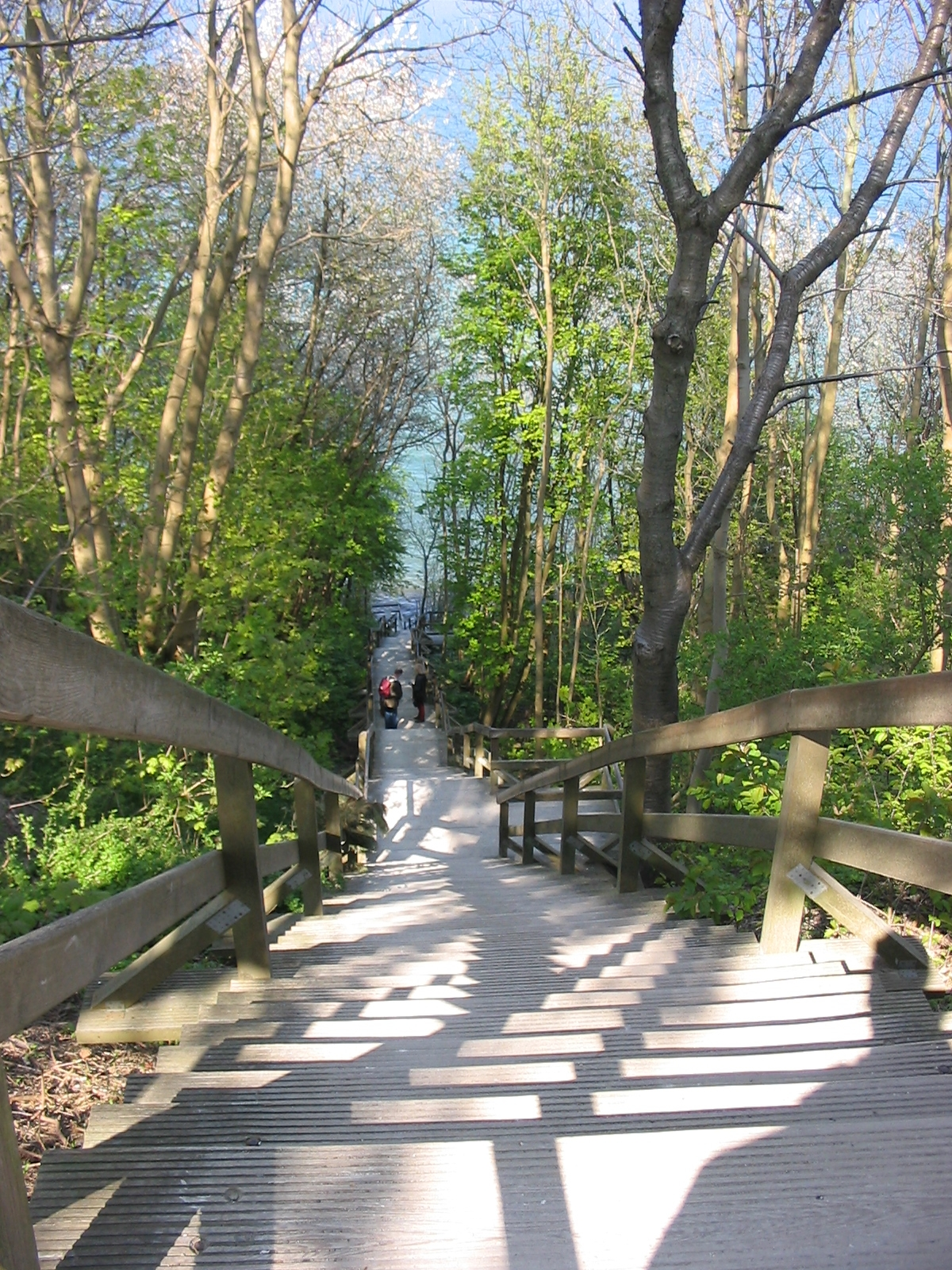
Königstreppe

Einige Meter westlich vom Kap Arkona befand sich die Königstreppe, die mit 230 Stufen 42 Meter Steilküste überwunden hat. Der schwedische König Friedrich I. – Rügen gehörte damals zu Schweden – ließ während des Schwedisch-Russischen Krieges 1741–1743 in der Nähe der heutigen Treppe eine Feuerbake zur Warnung der Bevölkerung errichten. Damals wurde die Stelle noch Königssteig genannt.
Für den Empfang des Dampfbootes Hercules mit der kaiserlich-russischen Chronometerexpedition ließ der preußische König Friedrich Wilhelm III. – Rügen war jetzt preußisch – 1833 einen Anleger und eine Treppe errichten. Von der Stelle aus wurde 1865 das erste Telegrafenkabel durch die Ostsee nach Schweden verlegt. Durch den Aufschwung der Rügenschen Seebäder nahm auch der Tourismus am Kap Arkona zu. Viele Reisende kamen mit Ausflugsdampfern, welche am Anleger am Fuße der Treppe festmachten. Der Anleger wurde allerdings bei der Sturmflut 1953 vollständig zerstört. Eine neue Königstreppe wurde 1995 an historischer Stelle nach einjähriger Bauzeit fertiggestellt. Ab Dezember 2012 war die Königstreppe nach starken Kliffabbrüchen gesperrt. Da die Treppe danach dem Verfall preisgegeben war, sind große Teile davon bereits verschwunden. Speziell der obere Bereich existiert nicht mehr.
Südlich der Reste des Walls der Jaromarsburg befindet sich die Veilchentreppe, ein Abstieg zum Strandabschnitt zwischen Arkona und Vitt. Den Namen hat die Treppe von den Veilchen, die im Frühling um die Treppe herum wachsen.

### Leuchttürme und Peilturm

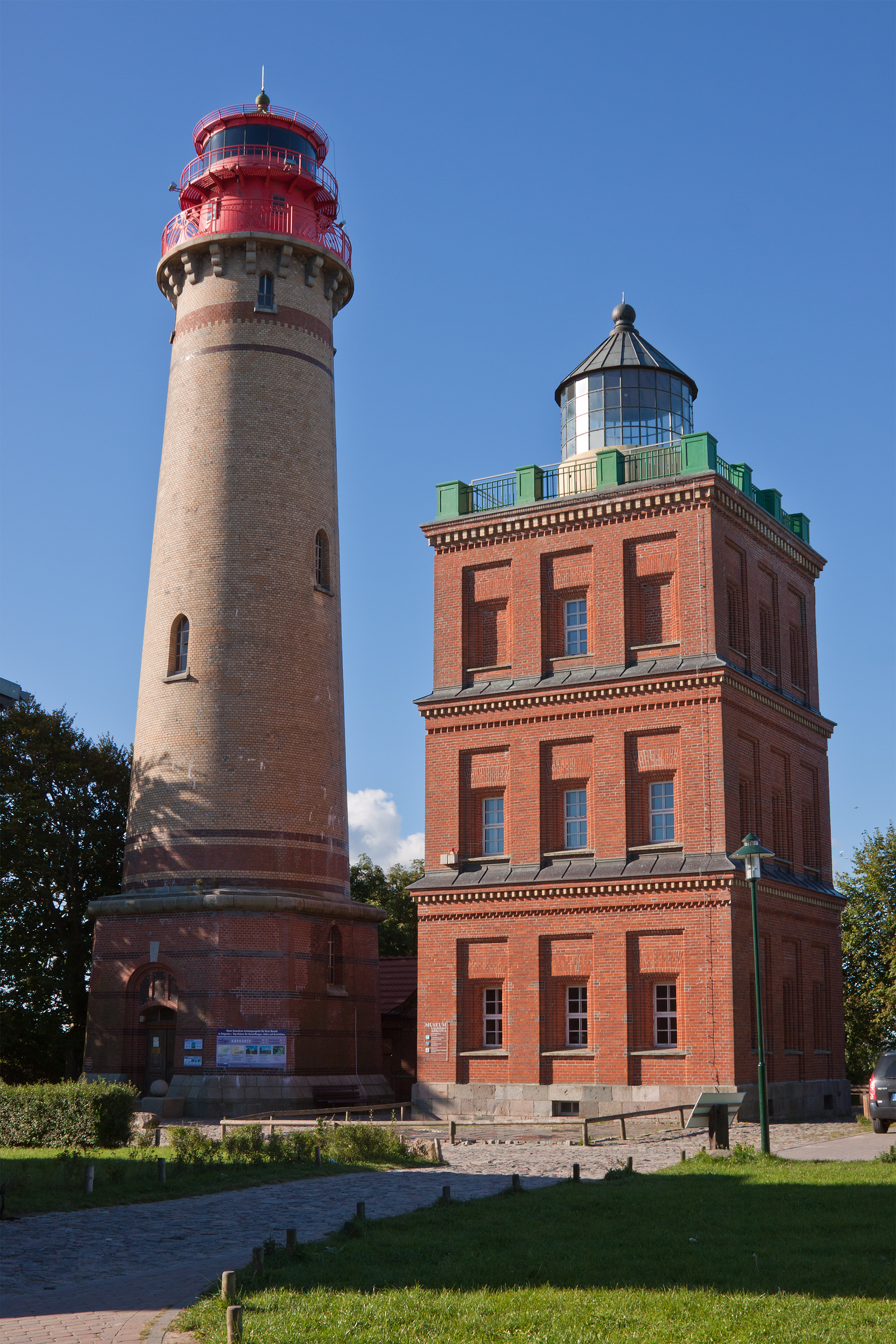
Leuchttürme
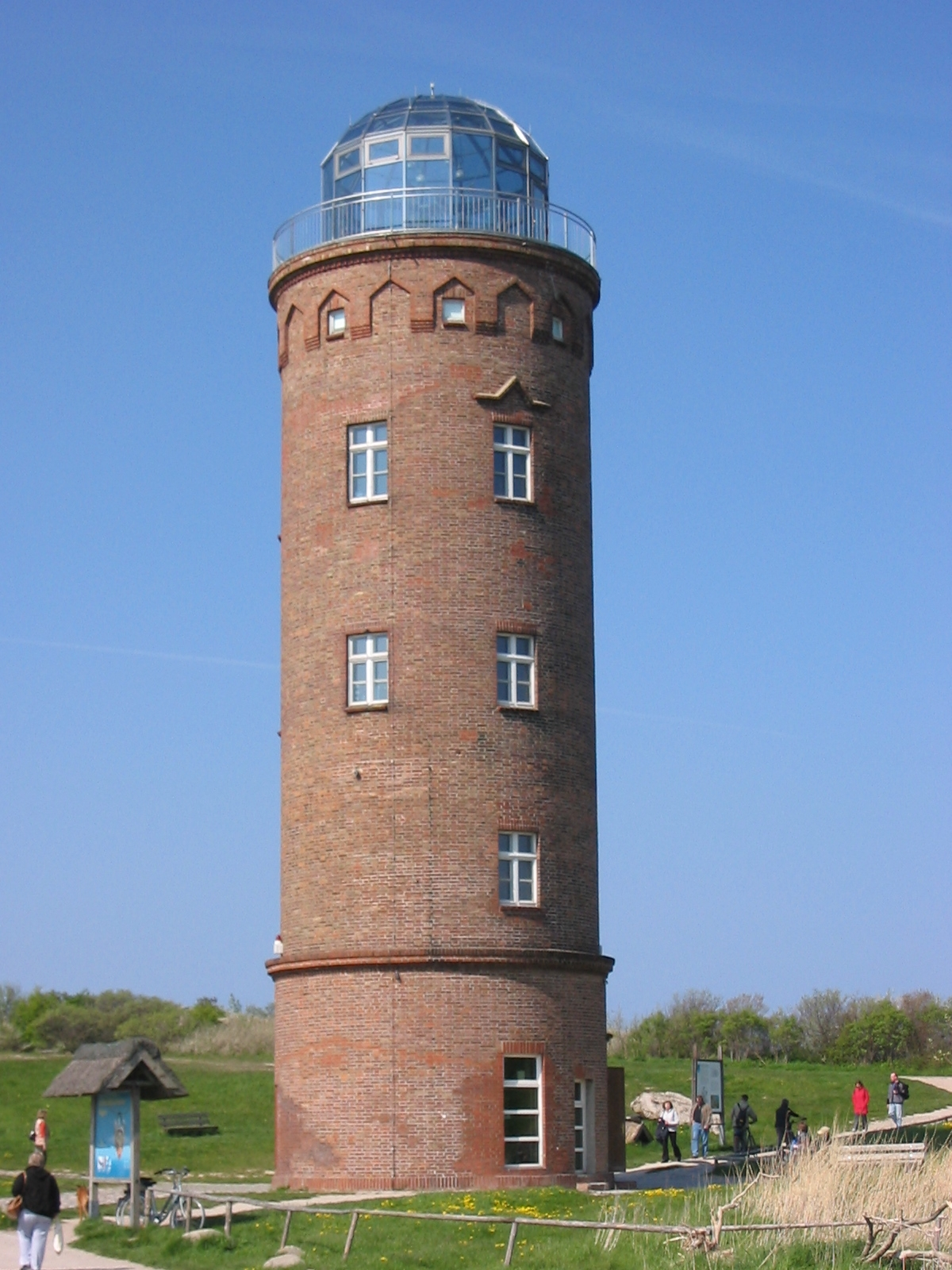
Peilturm
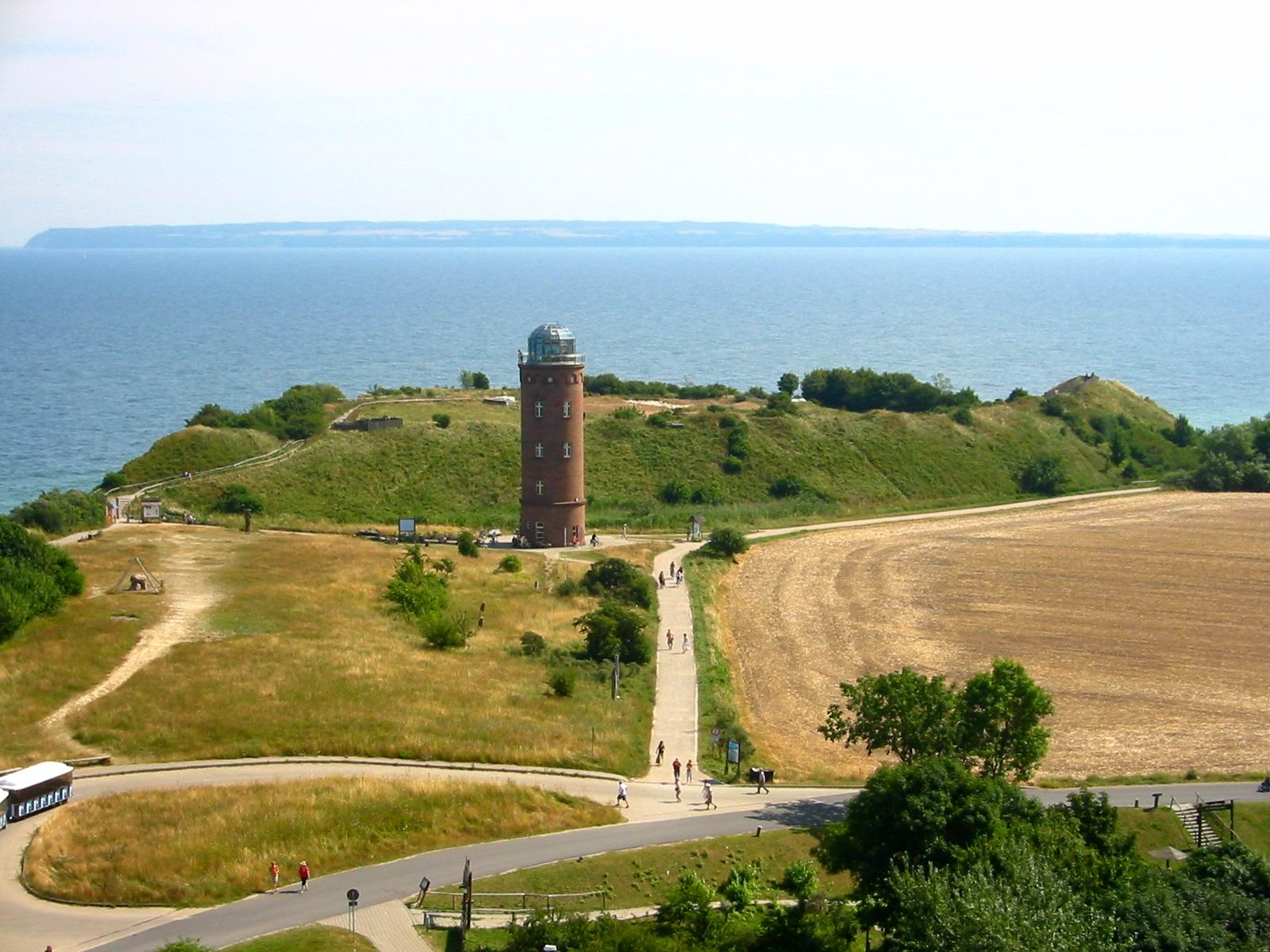
Peilturm mit dem Burgwall der Jaromarsburg dahinter
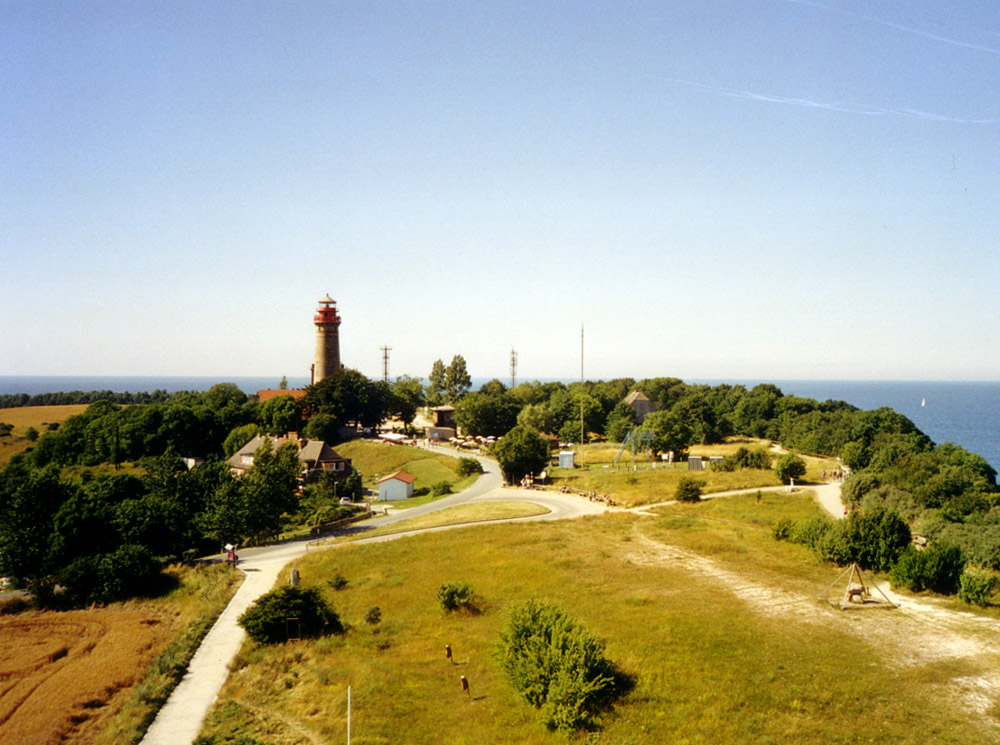
Aussicht vom Peilturm
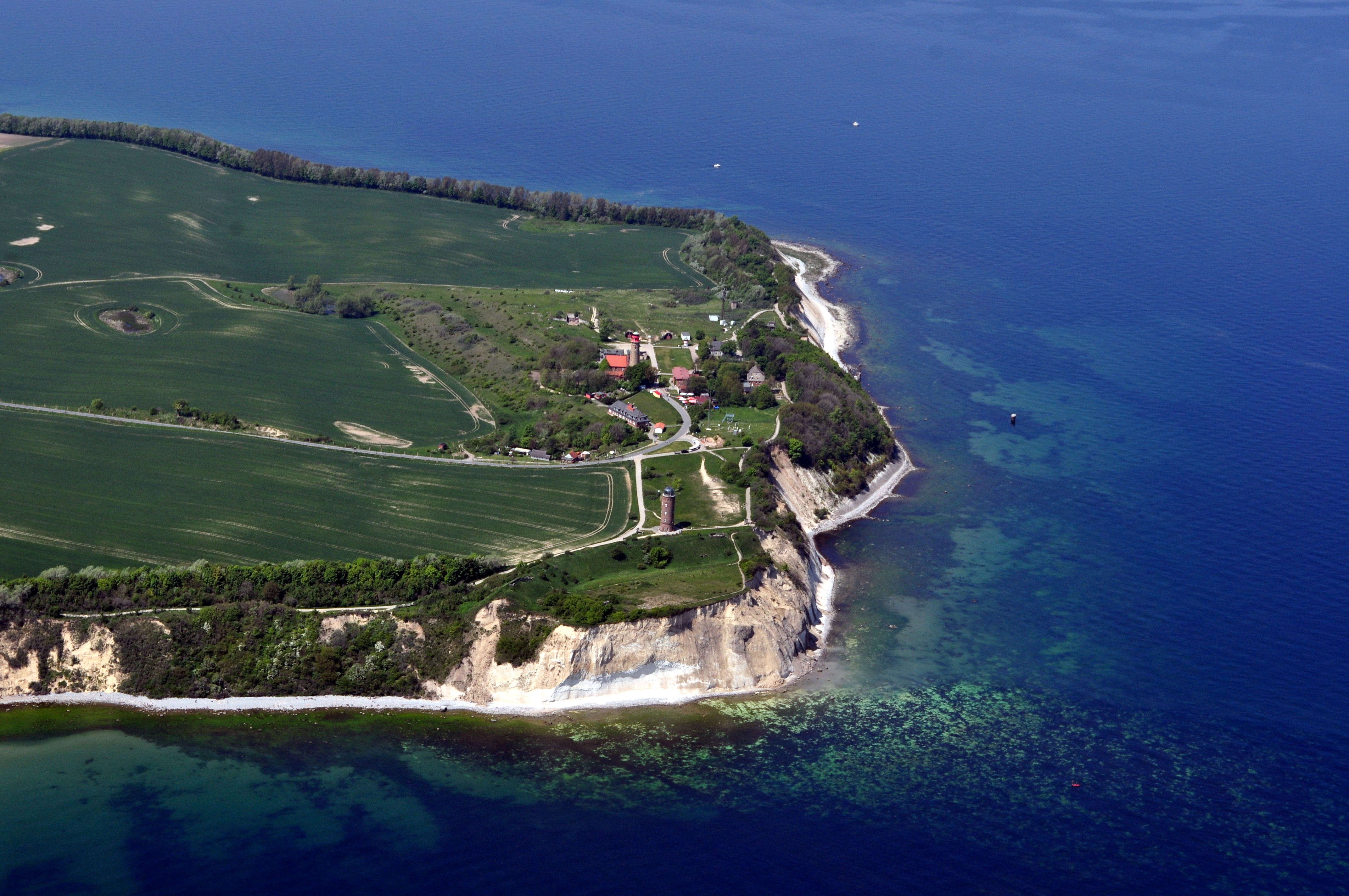
Luftbild von Kap Arkona

Der kleinere der beiden Leuchttürme wurde 1826/27 nach Plänen von Karl Friedrich Schinkel in Backsteinbauweise erbaut und 1828 in Betrieb genommen. Er ist 19,3 m hoch und hat eine Feuerhöhe von 60 m ü. NN. Die Räume des dreigeschossigen Turms nutzte man als Dienst- und Lagerräume. Er wird auch Schinkelturm genannt. Am 31. März 1905 wurde er außer Dienst gestellt. Er ist nach dem Travemünder Leuchtturm der zweitälteste Leuchtturm an der deutschen Ostseeküste.
Der größere Turm wurde 1901/02 direkt neben dem alten Turm erbaut und am 1. April 1905 in Betrieb genommen. Er ist 35 m hoch und hat eine Feuerhöhe von 75 m ü. NN. Er ist aus Ziegelsteinen errichtet und steht auf einem achteckigen Granitsockel. Die Leuchteinrichtung bestand 90 Jahre lang aus zwei Kohlebogenlampen und wurde 1995 gegen eine Halogenmetalldampflampe ausgetauscht. Durch sie und die rotierende Dreifachoptik sendet die Laterne des Turmes alle 17 Sekunden drei Blitze aus.
Der ehemalige Marinepeilturm wurde 1927 in Ziegelbauweise erbaut und diente bis zum Ende des Zweiten Weltkrieges der Beobachtung des Funkverkehrs auf der südlichen Ostsee. Spätestens 1945 wurden die technischen Einrichtungen im Peilturm entfernt oder zerstört und der Turm verkam zur Ruine, auch wenn er vorübergehend als Antennenträger genutzt wurde. Im Jahr 1996 wurde er aufwendig saniert.
Alle drei Türme wurden Anfang der 1990er Jahre saniert. Der „Neue Leuchtturm“ und der „Peilturm“ sind für Besucher zur Besichtigung geöffnet. Im alten Leuchtturm befindet sich heute eine Außenstelle des Standesamtes. Hier geschlossene Ehen werden auf Wunsch durch eine kleine Tafel im Boden vor dem Turm verewigt. Der Peilturm wird für Ausstellungen genutzt. Auf beiden Türmen befinden sich Aussichtsplattformen, von welchen man einen ungehinderten Blick über Rügen und insbesondere die Halbinsel Wittow hat. Bei klarem Wetter kann man bis zur dänischen Insel Møn blicken.

### Bunker am Kap Arkona

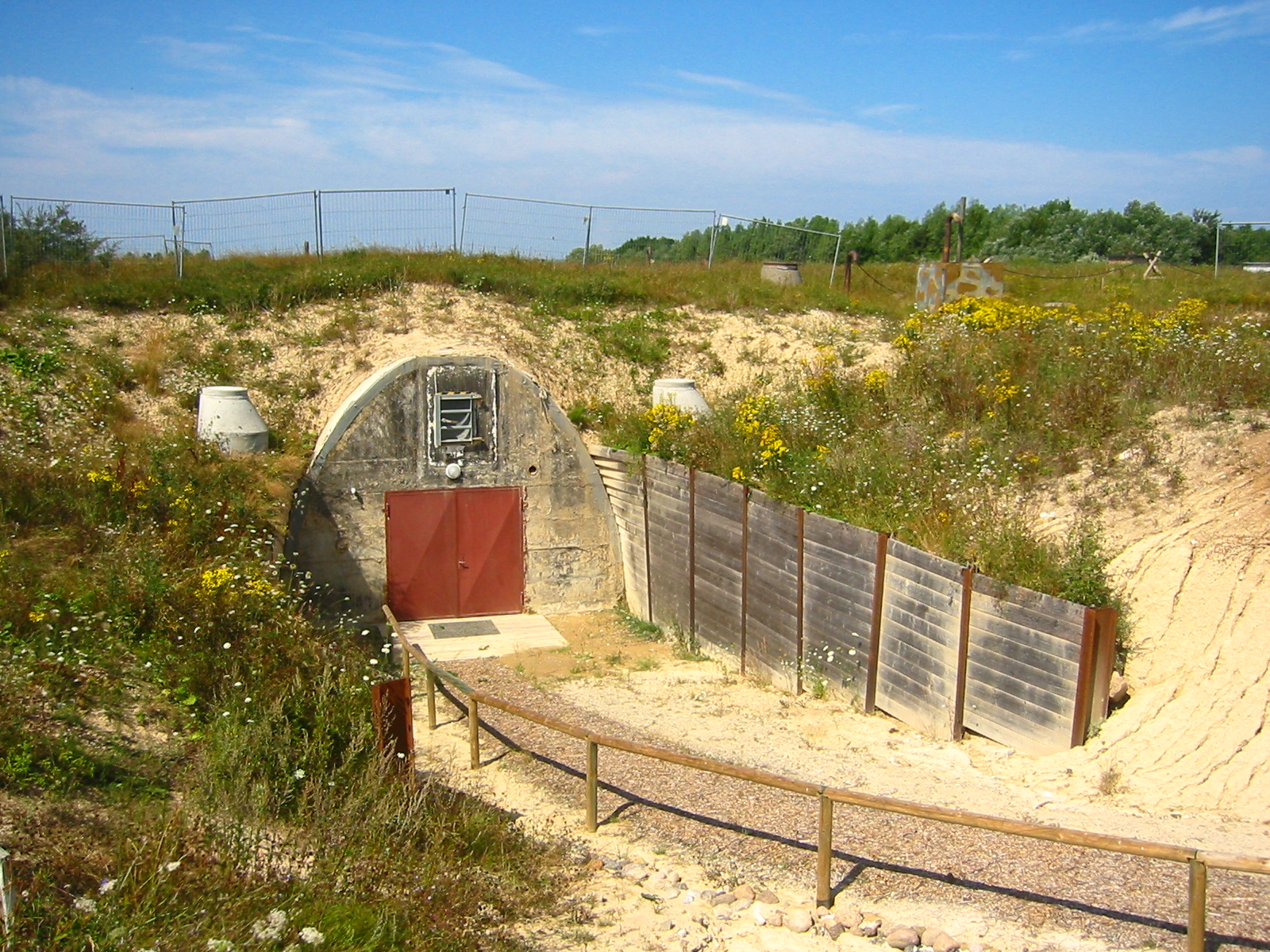
Eingang zum NVA-Bunker
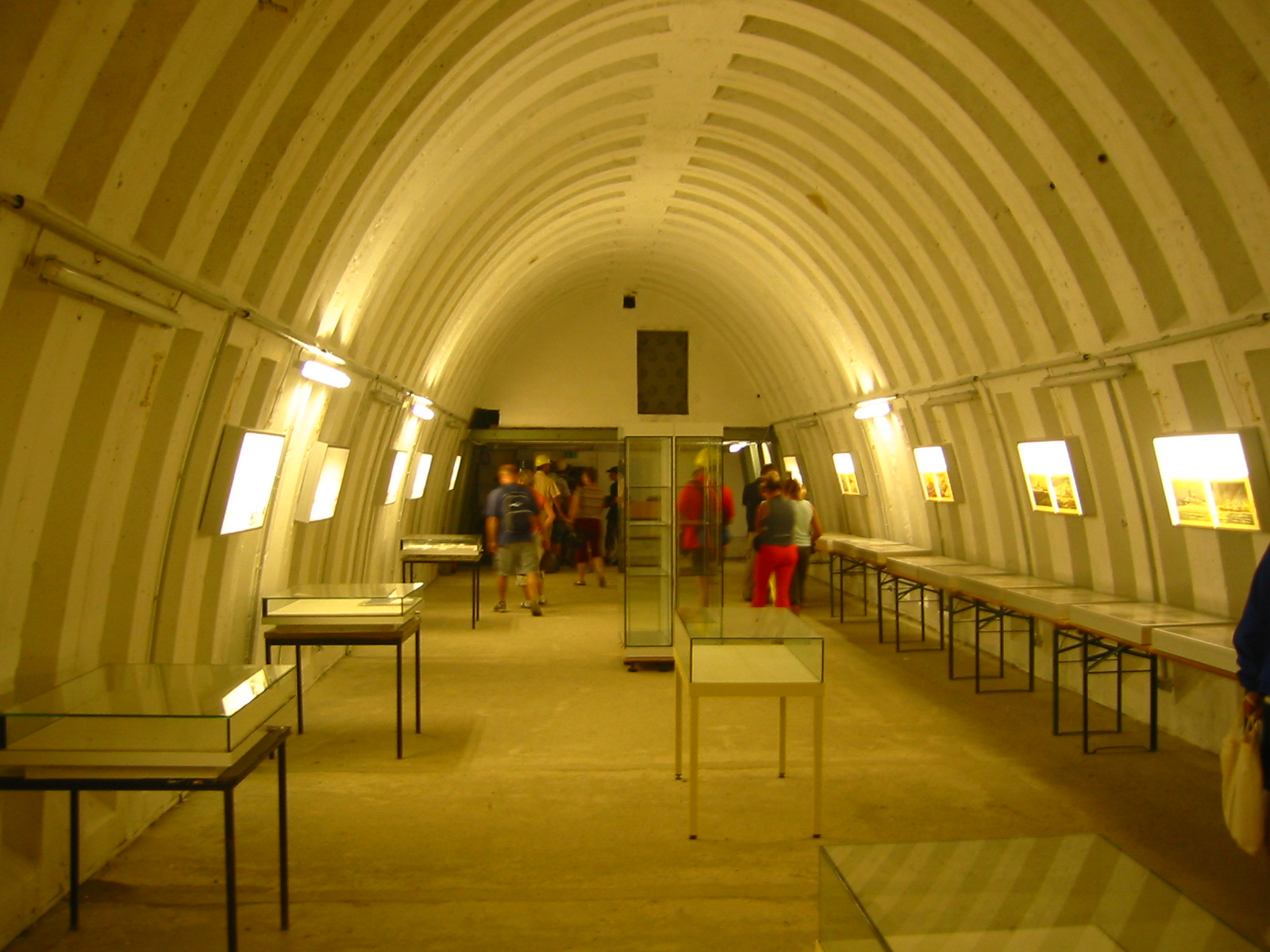
Ausstellung im NVA-Bunker
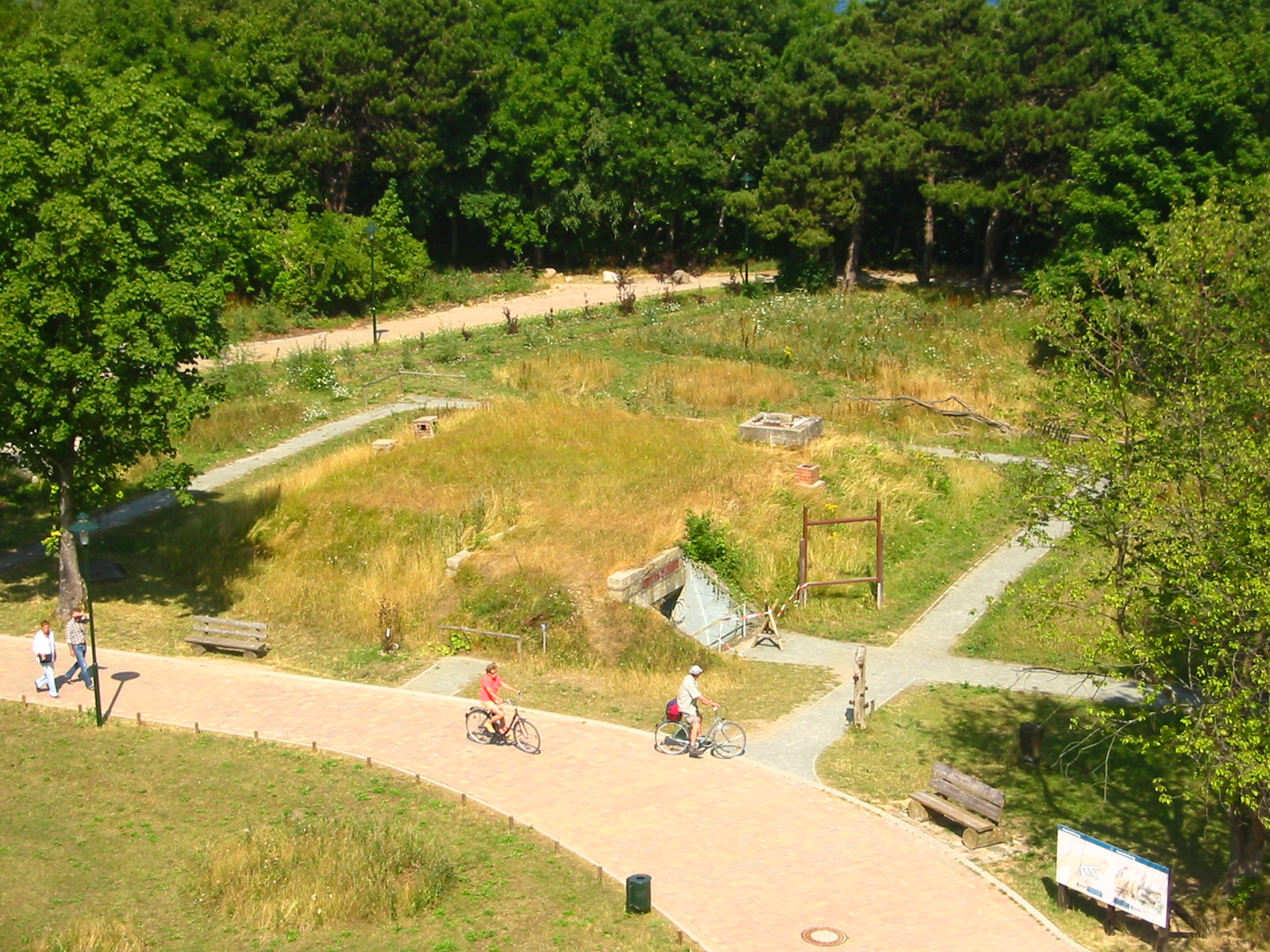
Blick auf den Wehrmacht-Bunker vom Schinkelturm

In direkter Nachbarschaft zu den beiden Leuchttürmen befinden sich zwei Bunker. Der kleinere, ältere Bunker stammt noch aus Zeiten der Wehrmacht und beherbergte zu DDR-Zeiten eine Dienststelle der 6. Grenzbrigade Küste. Er wird allgemein als Arkona-Bunker bezeichnet.
Der größere, neuere Bunker wurde von 1979 bis 1986 in der Schutzklasse E errichtet und diente der auf dem Bug stationierten 6. Flottille der Volksmarine und der Vereinigten Ostseeflotte (VOF) als Gefechtsstand. Von einem Hauptmittelgang mit zwei Zugängen ausgehend befinden sich mehrere autarke Einzelbunker mit einer Gesamtfläche von 2000 m². Konkret sind dies drei große Bunker (Typ FB-75) und neun kleine (Typ FB-3), die aus Fertigbetonteilen (FB = Fertigteil-Bunker) gefertigt wurden. Die Typ-FB-75-Bunker hatten eine Zwischenetage, auf der die Schlafplätze untergebracht waren, sowie einen Notausgang. Jeder einzelne Bunker besitzt zum Hauptgang eine bzw. zwei Luftschleusen. Über allem liegt eine 3 bis 5 Meter hohe Erdüberschüttung, aus welcher Dutzende Lüftungsrohre ragen.
Im Jahr 1985 wurde zum 30. Jahrestag der Nationalen Volksarmee (NVA) eine Luftaufnahme vom Kap Arkona mit der Bunkerbaustelle im Hintergrund im Bildband „Soldaten des Volkes“ gezeigt und der Bunker somit enttarnt (enttarnt bedeutet, dass der Standort des Bunkers öffentlich gemacht wurde). Wie die Abbildung in den Bildband kommen konnte, ist nicht klar, er wurde aber bereits drei Tage nach Erscheinen wieder aus dem Verkehr gezogen. Eine spätere Neuauflage des Bildbandes enthielt das Luftbild nicht mehr.
50 bis 70 Soldaten der Volksmarine taten hier ab 1986 drei- bis viermal im Jahr im Rahmen von Flottenmanövern für zwei bis drei Tage ihren Dienst. Die Standardbelegschaft betrug vier Mann. Am 3. Oktober 1990, dem Tag der Deutschen Wiedervereinigung, wurde die Anlage stillgelegt.
Die Bunker wurden von der Gemeinde Putgarten erworben und sukzessive renoviert. Der Arkona-Bunker ist bis zur erfolgten Renovierung geschlossen.
Der „Marineführungsbunker“ beherbergt 3 unterschiedliche Ausstellungen mit der Bezeichnung Menschen|Schiffe|Schicksale und kann mit gültigem Eintrittsticket täglich in der Zeit von 10–15 Uhr besucht werden ganzjährig, Montags, Mittwochs und Freitags jeweils um 12 Uhr Führungen durch die Bunkeranlage angeboten.

## Anfahrt
Vor der Gemeinde Putgarten befindet sich ein großer Parkplatz, auf welchem sämtliche Autos und Busse abgestellt werden müssen. Von dort gelangt man entweder zu Fuß (1,8 km), per Pferdekutsche oder per Kap-Arkona-Bahn zum Kap. Auch mit dem Fahrrad lassen sich die Sehenswürdigkeiten sehr gut erreichen.
Die Kap-Arkona-Bahn fährt seit 1993 von Putgarten zum Kap Arkona bzw. zum Fischerdorf Vitt. Sie fährt nicht – wie der Name vermuten lässt – auf Schienen, sondern auf Rädern auf normaler Straße. Die wie eine Dampflok aussehenden Zugfahrzeuge fahren seit 1996 mit umweltfreundlichem Gasantrieb.
Von Juli bis September verkehrt dreimal wöchentlich ein Schiff der Reederei Adler-Schiffe von Binz und Sassnitz zum Kap Arkona.

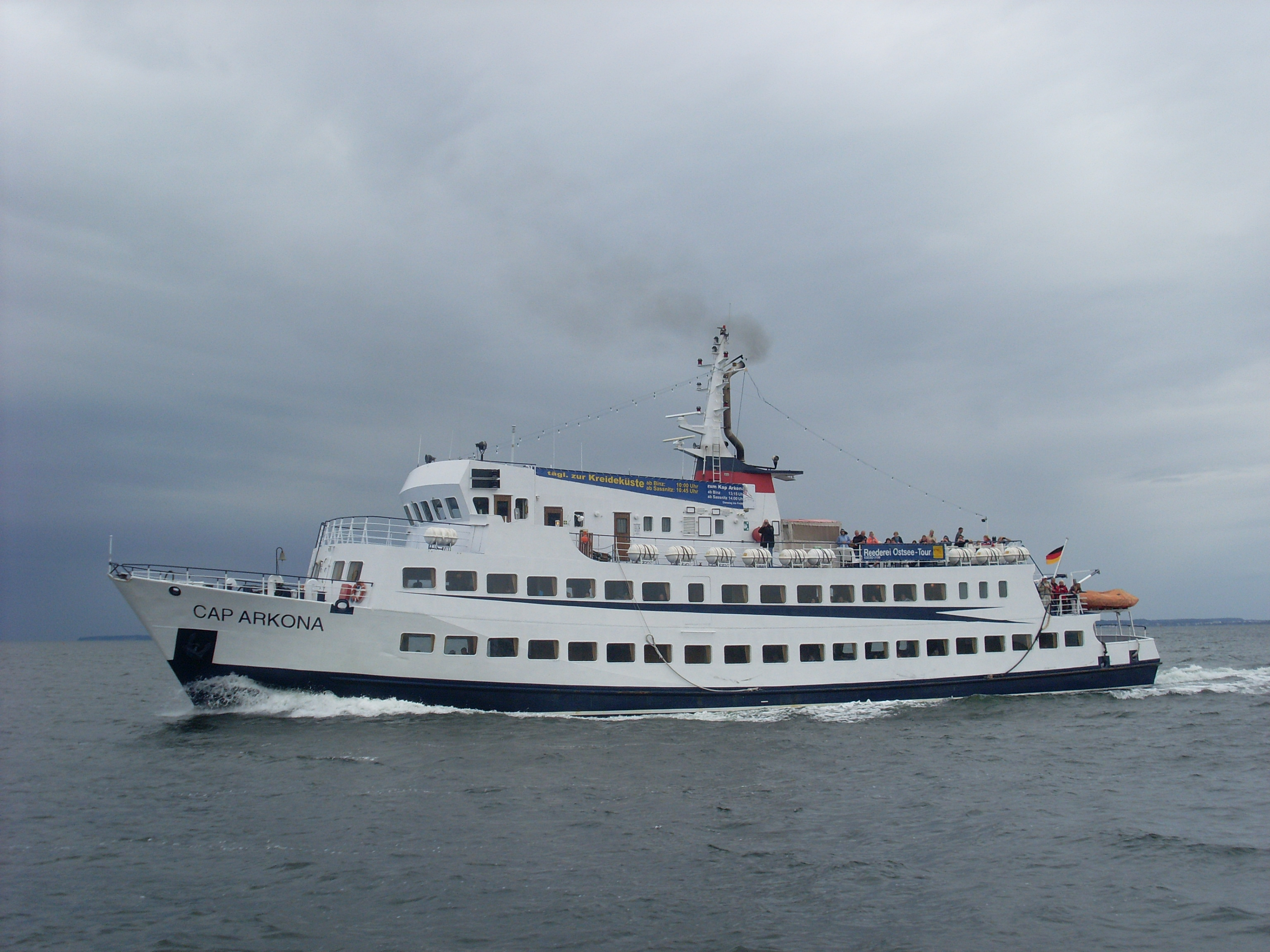
Schiff zum Kap Arkona
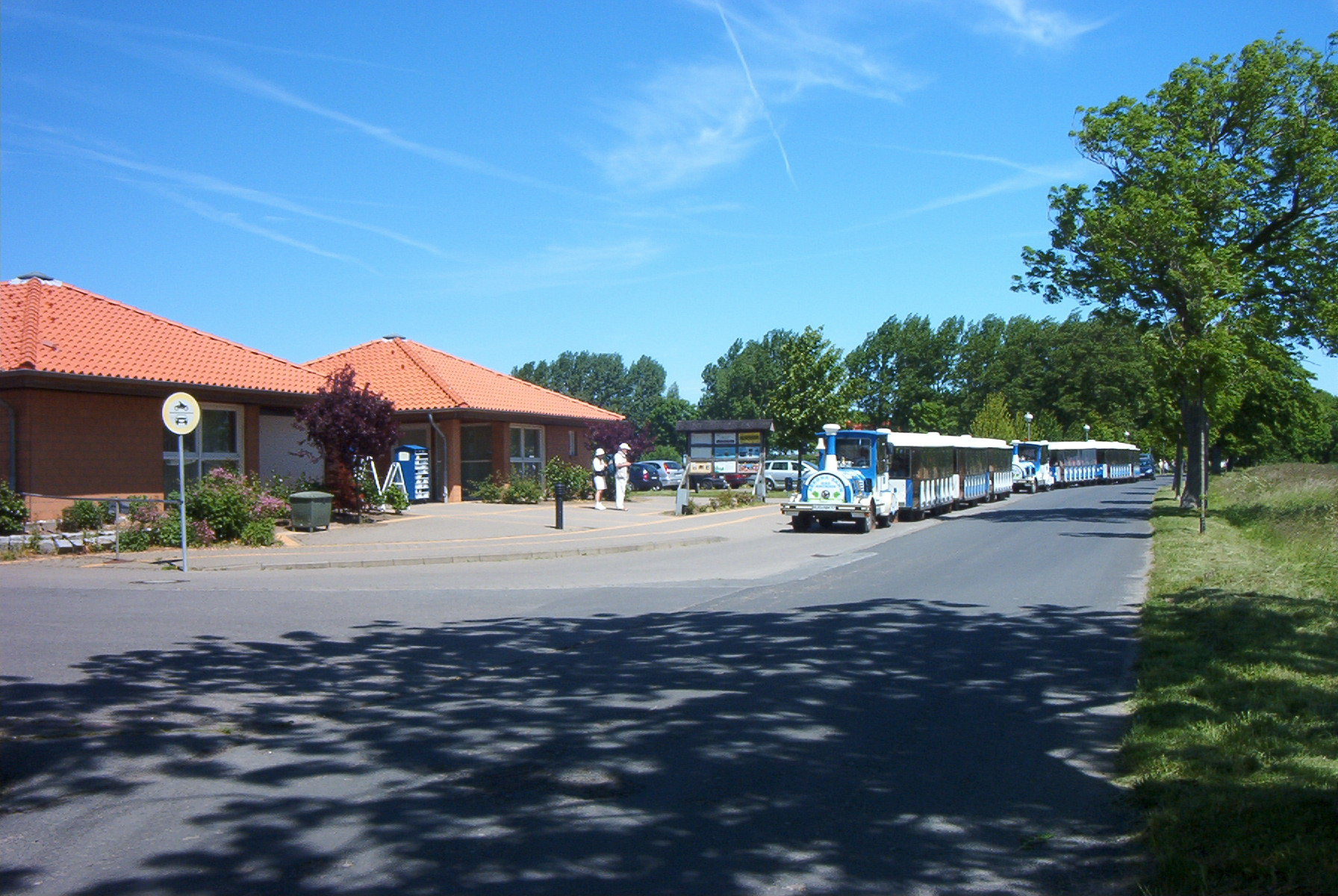
Arkona-Bahn in Putgarten

## Sonstiges

### Arkona als Namensgeber
Folgende Schiffe wurden nach der Steilküste getauft:
- der 1907 in Hamburg vom Stapel gelaufene Luxusdampfer Cap Arcona, der nach dem Ersten Weltkrieg in französischen Besitz kam, unter dem neuen Namen Angers fuhr und 1939 beim Abwracken ausbrannte;
- der 1927 in Hamburg vom Stapel gelaufene Luxusdampfer Cap Arcona, durch dessen Versenkung am Ende des Zweiten Weltkriegs durch die Royal Air Force tausende KZ-Häftlinge ums Leben kamen;
- das Frachtschiff Kap Arkona der Deutschen Seereederei Rostock (DSR).
- Das 1980 unter dem Namen Astor vom Stapel gelaufene Kreuzfahrtschiff Saga Pearl II (auf dem 1983/84 Das Traumschiff gedreht wurde) hieß seit Indienststellung durch die Deutsche Seereederei (ursprünglich der DDR) 1985 bis 2002 Arkona.
- Als Arkona nach dem Kap benannte, (zeitweise) in Sassnitz (Rügen) stationierte Schiffe waren ein 1953 gebautes Motorrettungsboot sowie jeweils ein 1974 bzw. 1992 vom Stapel gelaufener Seenotrettungskreuzer der Seenotrettungsdienst der DDR bzw. der DGzRS.
- Das 2004 vom Stapel gelaufene Mehrzweckschiff Arkona mit Heimathafen Stralsund wird vom Wasserstraßen- und Schifffahrtsamt Ostsee eingesetzt.
- Die Kaiserliche Marine setzte eine jeweils 1858, 1885 bzw. 1902 vom Stapel gelaufene Arcona ein.

Nach dem Kap Arkona ist seit dem Fahrplanjahr 1994 ein Zugpaar im Fernverkehr der Deutschen Bahn mit dem Zugnamen Arkona mit wechselnden Zuggattungen und Ende in Ostseebad Binz benannt. Ursprünglich verkehrte der Arkona als Nachtzug D 350/351 Binz–Basel SBB. Ab 1999 trug ein Interregio-Zugpaar der Linie 11 von Hamburg-Altona diesen Namen. Nach dem Ende dieser Interregio-Linie zum Fahrplanwechsel im Dezember 2002 übernahmen Intercity- und ab 2016 Intercity-Express-Züge mit verschiedenen Zugläufen den Zugnamen.

### Hangabrutsch 2011
Am 2. Weihnachtsfeiertag 2011 kam es zu einem größeren Abrutsch von Geröllmassen direkt am Kap Arkona, der ein zehnjähriges Mädchen begrub und dessen Mutter schwer verletzte. Die wochenlange Suche nach dem Kind wurde am 8. Januar 2012 durch die Suchtrupps aufgegeben, bevor am 31. Januar 2012 die Kindesleiche am Fuße des Kaps aufgefunden wurde.

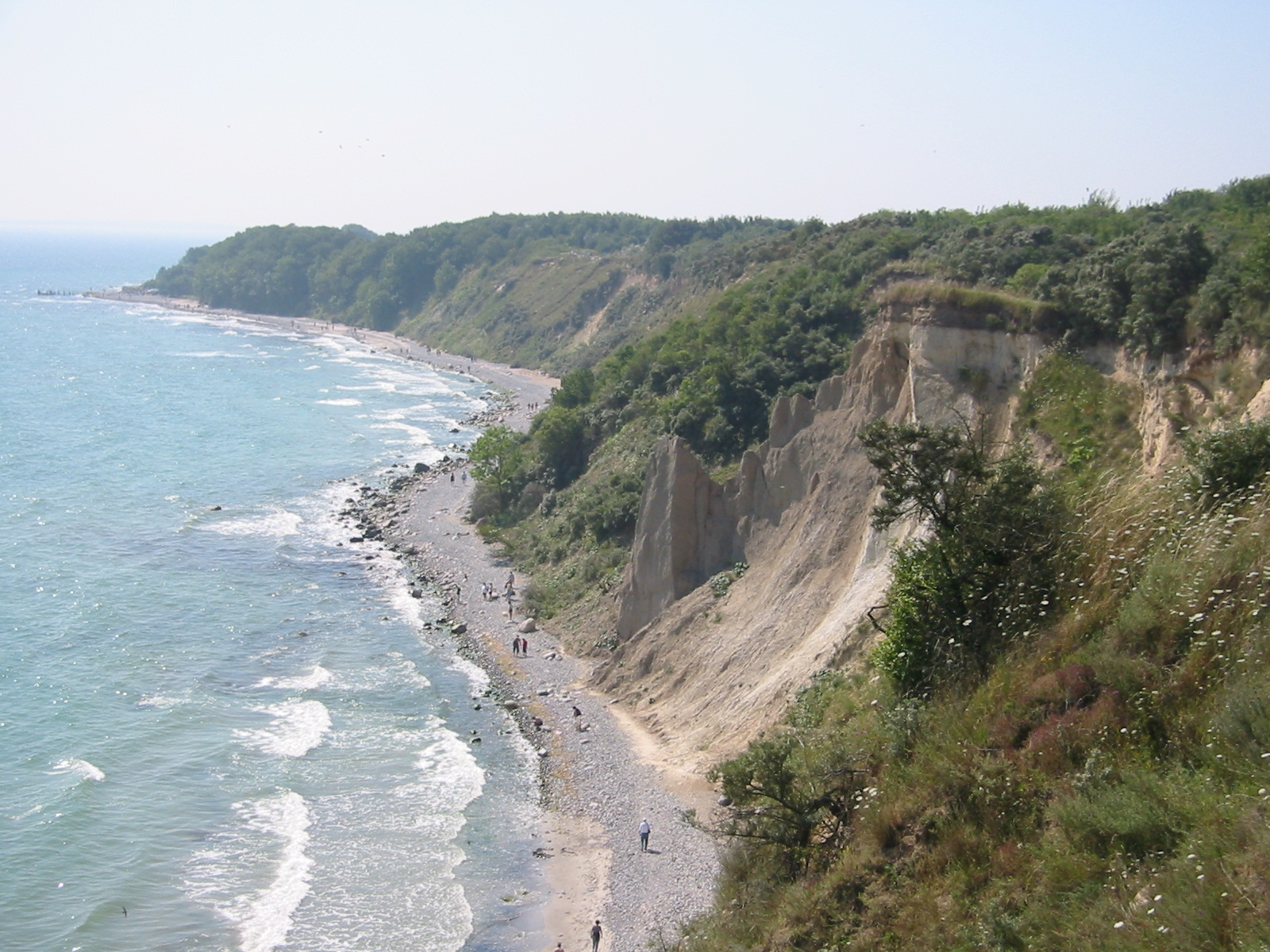
Steilküste südlich der Jaromarsburg
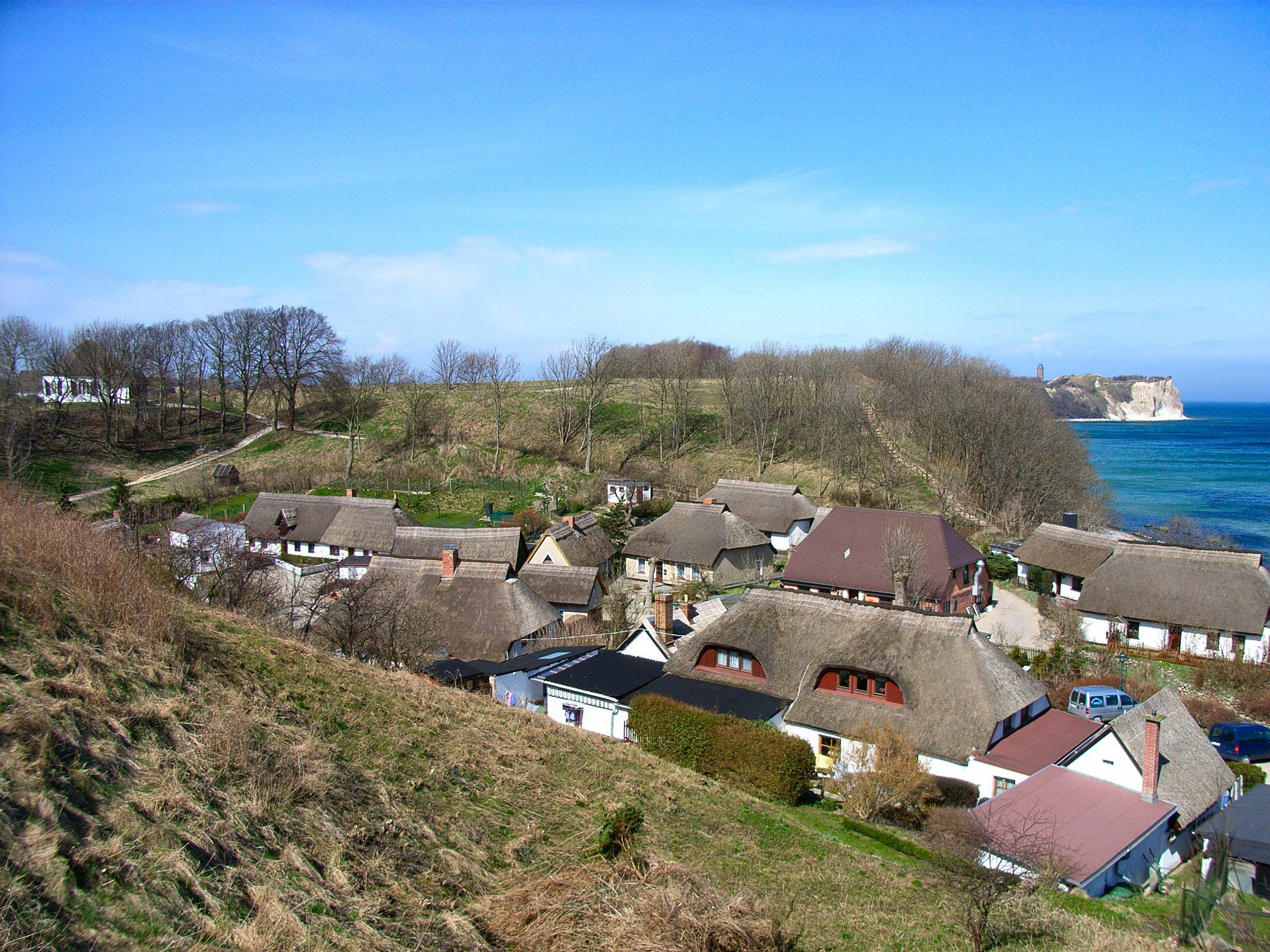
Blick auf das Fischerdorf Vitt und Kap
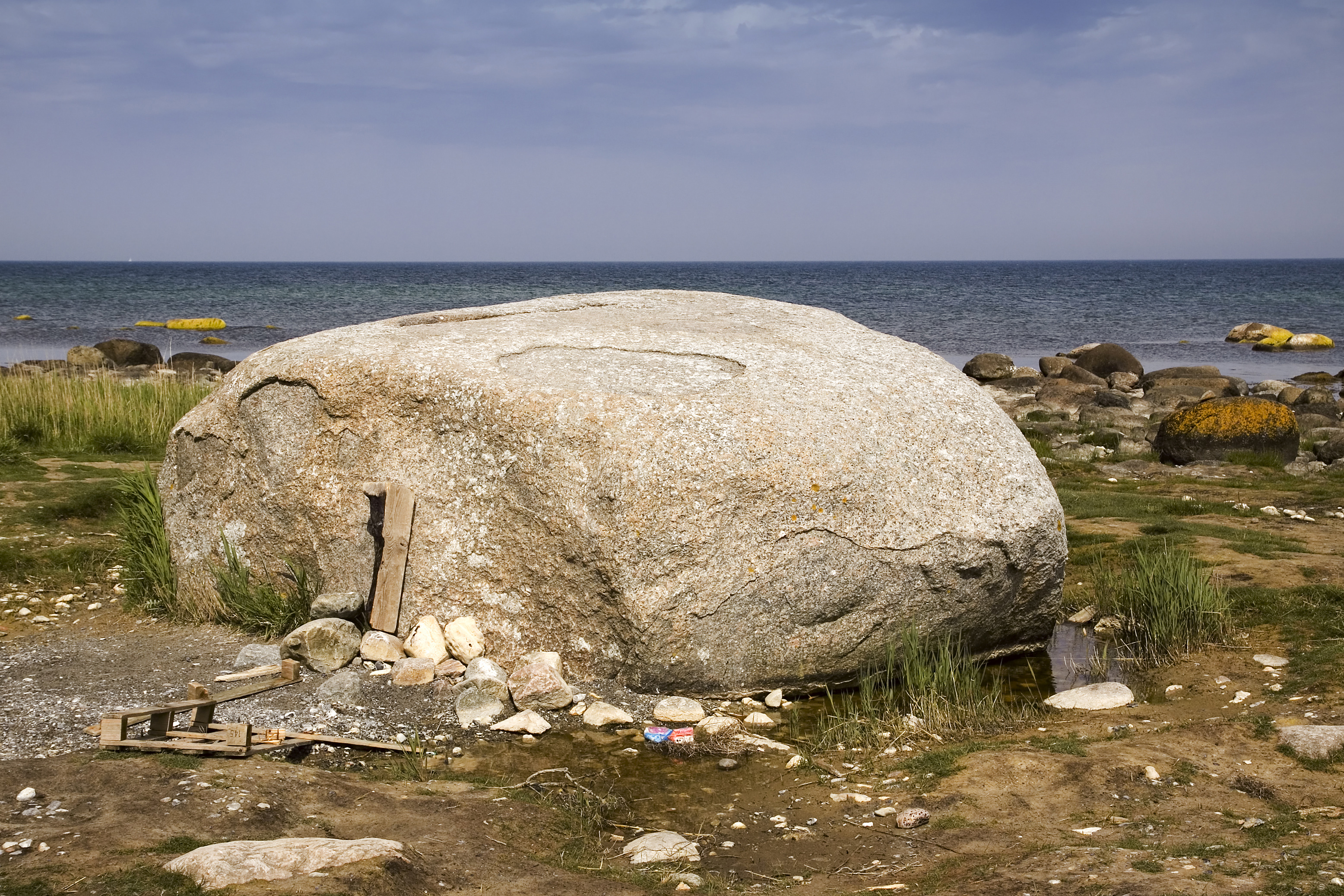
Siebenschneiderstein, ein Eiszeit-Findling
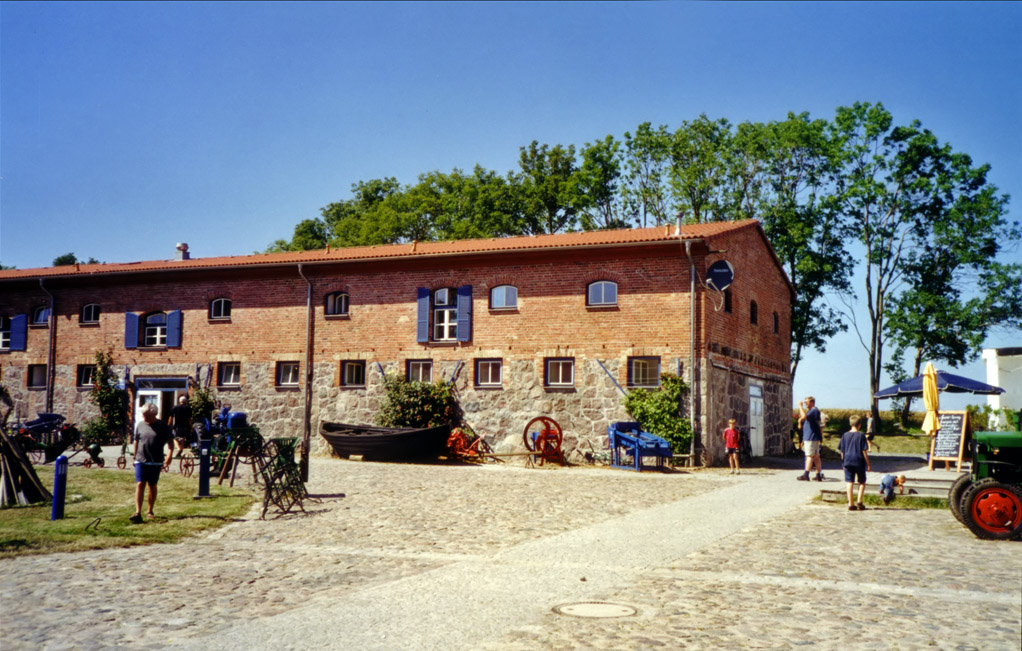
Arkonahof
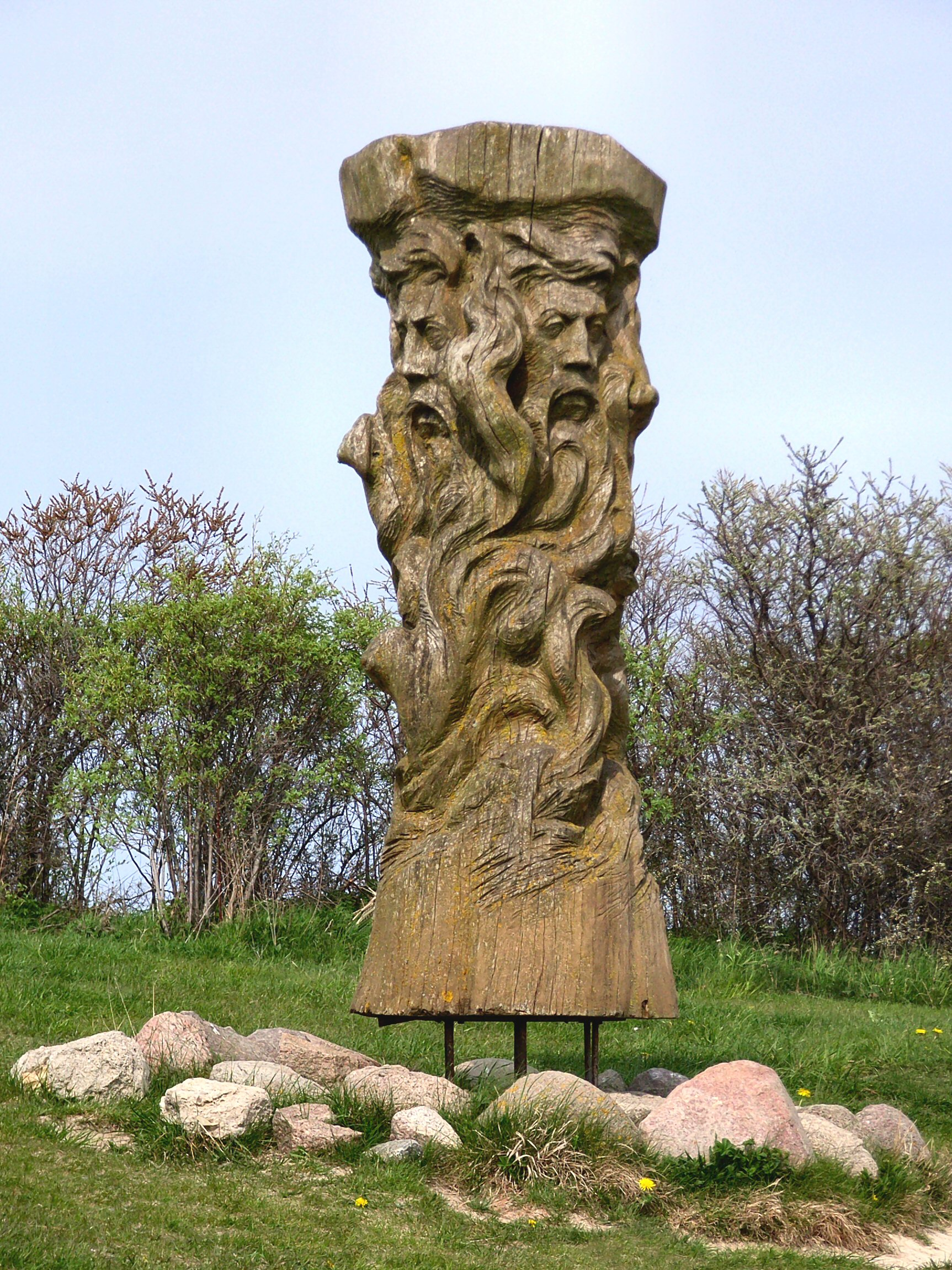
Svantovit-Statue

## Trivia
Ein von Alfred Bösendorfer komponiertes und im Jahr 2002 im Rundel-Verlag erschienenes Konzertwerk für Blasorchester trägt den Titel Kap Arkona – Eine Piraten-Legende. Hierin wird neben der Störtebeker-Erzählung auch die Jaromarsburg thematisiert.

## Einzelbelege
1. ↑  Statistisches Bundesamt (Hg.): Statistisches Jahrbuch 2014, S. 18.
2. ↑  Torsten Kempke: Skandinavisch-slawische Kontakte an der südlichen Ostseeküste im 7. bis 9. Jahrhundert. In: Ole Harck, Christian Lübke (Hg.): Zwischen Reric und Bornhöved. Die Beziehungen zwischen den Dänen und ihren slawischen Nachbarn vom 9. bis ins 13. Jahrhundert (= Forschungen zur Geschichte und Kultur des Östlichen Mitteleuropa, Bd. 11), Franz Steiner Verlag, Stuttgart 2000. ISBN 3-515-07671-9. S. 9–22, hier S. 14. Zur Datierung der slawischen Landnahme auf Rügen jüngst auch: Heike Reimann, Fred Ruchhöft, Cornelia Willich: Rügen im Mittelalter. Eine interdisziplinäre Studie zur mittelalterlichen Besiedlung auf Rügen (= Forschungen zur Geschichte und Kultur des Östlichen Mitteleuropa, Bd. 36), Franz Steiner Verlag, Stuttgart 2011. ISBN 978-3-515-09441-2. hier das Kapitel Die Anfänge der slawischen Besiedlung auf Rügen und die ältesten Überlieferungen des Namens der Rügenslawen, S. 42–54.
3. ↑  Die Kaiserlich-russische Chronometer-Expedition in der Ostsee zwischen Pulkowa, Moskau und Warschau im Jahre 1833
4. ↑  Zugname Arkona. Suchergebnis. In: Datenbank Fernverkehr. Marcus Grahnert, abgerufen am 1. Februar 2022.
5. ↑  https://www.rundel.de/de/kap_arkona/a-259/1910. Abgerufen am 12. Dezember 2018.